# Miedo Rojo japonés
El Miedo Rojo en Japón se refiere a la promoción del miedo al surgimiento del comunismo o el izquierdismo radical en Japón.
A lo largo de la historia del Japón imperial, el gobierno suprimió los movimientos socialistas y comunistas. Para combatir la Internacional Comunista, Japón firmó el Pacto Antikomintern con la Alemania nazi y la Italia fascista el 6 de noviembre de 1937.
Cerca del final de la Segunda Guerra Mundial, el Príncipe Konoe Fumimaro promovió el miedo a una revolución comunista como resultado de la derrota de Japón.
En respuesta a las tensiones de la Guerra Fría en Asia, la CIA financió al Partido Liberal Democrático Japonés en un esfuerzo por convertir a Japón en un baluarte contra el comunismo durante las décadas de 1950 y 1960.